# Форсаж 6
«Форса́ж 6» (англ. Fast & Furious 6, в титрах — «Furious 6») — американский боевик 2013 года режиссёра Джастина Лина по сценарию Криса Моргана. Продолжение фильма «Форсаж 5» (2011), шестая часть одноимённой франшизы. В главных ролях Вин Дизель в роли Доминика Торетто и Пол Уокер в роли Брайана О'Коннера, а также Дуэйн Джонсон, Мишель Родригес, Джордана Брюстер, Тайриз Гибсон, Крис «Лудакрис» Бриджес, Сон Кан, Люк Эванс и Джина Карано. В фильме Торетто, О'Коннер и их команда получают помилование за свои преступления, помогая агенту DSS Люку Хоббсу задержать группу наёмников, одним из членов которой является предполагаемая покойная любовница Торетто, Летти Ортис (Родригес).
Шестой фильм был запланирован ещё на февраль 2010 года, до производства пятой части; это было подтверждено в апреле 2011 года, после того как Морган начал писать сценарий, а в июне было подтверждено возвращение Дизеля, Лина и продюсера Нила Х. Морица. Обсуждения возникли во время съёмок потенциальной седьмой части; от них отказались после того, как в июле 2012 года начались основные съёмки, которые продолжались до декабря, с местами съёмок, включая Лос-Анджелес, Лондон, Глазго и Канарские острова. Как и его предшественник,  «Форсаж 6» отличался в основном практическими трюками, для выполнения которых требовались специально разработанные автомобили.
Премьера фильма «Форсаж 6» состоялась 7 мая 2013 года в зале «Империя» на Лестер-сквер, а 17 мая он был впервые показан в кинотеатрах Великобритании и 24 мая во всем мире в обычных кинотеатрах и кинотеатрах IMAX компанией Universal Pictures. Фильм получил в целом положительные отзывы критиков, с похвалой за режиссуру Лина, игру актёров и боевые сцены. Он собрал 788,7 миллиона долларов, что сделало его шестым самым кассовым фильмом 2013 года, четвёртым на тот момент самым кассовым фильмом, распространяемым Universal, и самым кассовым фильмом франшизы на тот момент. Продолжение «Форсаж 7» вышло в США в апреле 2015 года.

## Сюжет
Агент Люк Хоббс отыскивает на Канарах отошедшего от дел Доминика Торетто и просит его помощи — им предстоит остановить команду профессиональных гонщиков-преступников, работающих в Лондоне под лидерством Оуэна Шоу, в прошлом — офицера военного спецназа. Доминик соглашается только потому, что с ними работает Летти Ортис, его бывшая девушка, якобы погибшая несколько лет назад. Он сразу же разыскивает Брайана, и тот, несмотря на семью (у них с Мией рождается сын Джек в начале фильма), едет с ним.
Собрав команду, в которую вошли все основные герои предыдущего фильма и помощница Люка — Райли Хикс, герои пытаются поймать Шоу в первый раз, но безуспешно; попытка выяснить его местонахождение с помощью техника Фируца тоже проваливается — его убивают, однако становится ясно, что Шоу работает с сидящим в тюрьме Артуро Брагой.
Тем временем, Доминик отправляется на уличные гонки, где обыгрывает подстрелившую его пару дней назад Летти. Она просит его рассказать о её прошлом, но так ничего и не вспоминает. Как позже узнаёт Брайан от Браги, Летти не была убита Фениксом. Тот выстрелил в бак, машина взорвалась, а Летти, отлетев в сторону, ударилась и потеряла память. Также Брайан узнаёт, что в команде Доминика есть предатель, который следит за каждым шагом команды.
Хоббс и команда вынуждены лететь в Испанию на базу НАТО — именно оттуда Шоу собирается украсть специальный чип. Брайан вскоре понимает, что Шоу нападёт на конвой. Ситуация осложняется ещё больше — преступники похищают танк, в котором находится тот самый чип. На мосту О’Коннер использует машину Пирса вместо якоря (Роман присоединил её тросом), чтобы остановить танк. Поймав Шоу и спася Летти, Доминик вместе с остальными возвращаются на базу. Оуэн сразу сообщает им, что если его не отпустят с чипом, то его люди убьют Мию, взятую в заложники. Хоббс отпускает его и Оуэн тут же уезжает, забрав «своего человека», предателя из команды Доминика — Райли Хикс. Шоу пытается скрыться на самолёте, но команда вновь останавливает злодея, в этот раз отправляя его в кому. Жизель погибает, спасая Хана.
Команда в старом лос-анджелесском доме Торетто. Хоббс как и обещал, снял судимость с Брайана и Дома, дав разрешение на проживание в США. Хан говорит, что уезжает в Токио «в память о Жизель». Там он впоследствии познакомится с Шоном Босуэллом и погибнет в аварии, подстроенной Деккардом Шоу — родным братом Оуэна, который мечтает отомстить.

## В ролях
- Вин Дизель — Доминик Торетто
- Пол Уокер — Брайан О’Коннер
- Дуэйн Джонсон — Люк Хоббс, агент
- Мишель Родригес — Летти Ортис
- Люк Эванс[10][11] — Оуэн Шоу
- Тайриз Гибсон — Роман Пирс
- Крис Бриджес — Тедж Паркер
- Галь Гадот — Жизель Яшар
- Сон Кан[12] — Хан Сол-О
- Джордана Брюстер — Миа Торетто
- Джина Карано[13] — Райли Хикс
- Эльса Патаки — Елена Нивес
- Джон Ортис — Артуро Брага
- Шей Уигем — агент Майкл Стасяк
- Джо Таслим — Джа
- Ким Колд[англ.] — Клаус
- Туре Линдхардт — Фируц
- Клара Пэджет[14] — Вег
- Давид Аджала[англ.] — Айвори
- Денис Хорошко — бизнесмен
- Лаз Алонсо — камео Феникс Кальдерон, в титрах не указан
- Джейсон Стейтем — камео Деккард Шоу, в титрах не указан
- Рита Ора — камео девушка на гонках, не указана в титрах [15]

## Создание
О выходе шестой серии «Форсажа» после премьеры пятой части, успешно встреченной зрителями и критиками, на кинофестивале в Рио-де-Жанейро заявил Вин Дизель. Нил Мориц и руководство компании Universal Pictures подтвердили эту информацию, однако сказали, что съёмки затянутся, а фильм выйдет не раньше 2013 года. В частности, Джастин Лин заявил:
— После такого уик-энда, стопроцентная гарантия, что фильм состоится. Пятая серия была преодолением границ. Мы растем. И люди хотят продолжать путешествие вместе с нами.
Председатели Universal Pictures Адам Фогельсон и Донна Лэнгли заявили, что «Форсаж» от фильма к фильму становится не столько историей о стрит-рейсерах, сколько боевиком, сочетающим как истории об ограблении, так и захватывающие сцены погонь с быстрыми тачками:
— Я слышал от множества людей: «Никогда не видел ни одного «Форсажа», и никогда не хотел посмотреть». Поэтому, если продолжать делать фильмы о стрит-рейсинге, в конце концов, можно достигнуть потолка в смысле количества зрителей и проданных билетов. А нам хочется понять, сможем ли мы выйти из рамок стрит-рейсинга и сделать умение лихо водить машину просто частью фильма, такой, как шикарные погони во «Французском связном», «Идентификации Борна» или «Ограбление по-итальянски».
Почти весь основной состав из пятого фильма вернулся к своим ролям (кроме Дон Омара и Тего Кальдерона). Мишель Родригес вновь исполнила роль Летти Ортис, выжившей после аварии, подстроенной Фениксом из картеля Артуро Браги.
Слоган фильма: «Все дороги принадлежат им».

### Маркетинг
Маркетинг сериала «Форсаж» был попыткой создать базу фанатов в Интернете, которая, как считалось, также способствовала продвижению фильма; Создатели фильма отреагировали на взаимодействие с фанатами, провели онлайн-опрос, чтобы определить название «Форсаж 6», вернули персонажа Летти Ортис на основе отзывов фанатов и призвали фанатов документировать производство фильма с помощью неофициальных фотографий. Сопрезидент Universal по маркетингу Майкл Мозес сказал: «Мы пытаемся максимально убрать студийный фильтр, что немного пугает, потому что вы уступаете контроль ... Но это делает взаимодействие с фанатами более аутентичным и органичным. «Трейлер Суперкубка под названием «Дыши» получил две награды «Золотой трейлер» за лучший боевик и лучший летний блокбастер 2013 года, а маркетинговая кампания получила еще три номинации: летний блокбастер 2013 года, трейлер, Лучший звуковой монтаж трейлера и лучший постер-тизер. В партнерстве с Guess также была выпущена линия одежды из 15 предметов, включая футболки, куртки, кепки и часы.
Продолжая партнерство с пятого фильма, игра Car Town от Cie Games для Facebook и сеть кинотеатров Regal Entertainment Group (REG) сотрудничали с Universal в рамках кросс-медийного маркетинга. Car Town позволял игрокам посмотреть трейлер к фильму во внутриигровом автомобильном кинотеатре под брендом REG. В игре также были миссии и локации, основанные на сюжете фильма, и игроки могли объединить усилия с персонажами шестой части. REG предложил игрокам Car Town возможность покупать билеты в игре через Fandango на фильмы в кинотеатрах REG. Покупая эти билеты в игре, игроки получали промокоды, которые, в свою очередь, позволяли им разблокировать виртуальный Dodge Charger SRT8 2013 года.

### Игры
Совместная гоночная видеоигра под названием «Форсаж: Схватка» была выпущена 21 мая 2013 года. Разработанная Firebrand Games и опубликованная Activision для Microsoft Windows, PlayStation 3, Wii U, Xbox 360 и Nintendo 3DS, сюжет игры связан с событиями «Форсажа 6», в том числе связывая события между историей фильма и его предшественником «Форсаж 5», а также историей других фильмов франшизы. Это экшн-игра в стиле Grand Theft Auto, получившая в крайне негативные отзывы. Мобильная игра Fast & Furious 6: The Game была разработана Exploding Barrel Games и издана студией Kabam. Он был выпущен 16 мая 2013 года для устройств iPhone, iPod Touch, iPad и Android. История Fast & Furious 6: The Game проходит параллельно с «Форсажем 6», позволяя игрокам участвовать в гонках и настраивать автомобили вместе с персонажами из фильма.

## Саундтрек
1. 2 Chainz — We Own It (Fast & Furious) (Feat. Wiz Khalifa)
2. T.I. — Ball (Feat. Lil Wayne)
3. Sua, Jiggy Drama — Con Locura (Feat. Jiggy Drama)
4. Mc Jin — Hk Superstar (Feat. Daniel Wu)
5. Deadmau5 — Failbait (Feat. Cypress Hill)
6. Benny Banks — Bada Bing
7. Peaches — Burst! (Bart B More Remix)
8. Deluxe — Mister Chicken
9. The Crystal Method — Roll It Up (Edited)
10. Hard Rock Sofa[англ.] & Swanky Tunes — Here We Go / Quasar (Hybrid Remix)
11. Don Omar — Bandoleros (Feat. Tego Calderon)
12. Ludacris — Rest Of My Life (Feat. Usher & David Guetta)

## Награды и номинации
- 2014 — Премия «Сатурн» за лучший приключенческий фильм, боевик или триллер (победа)
- 2014 — Премия «Сатурн» за лучший монтаж: Кристиан Вагнер, Келли Матсумото и Дилан Хайсмит (номинация)

## Продолжение
Пост режиссёра седьмой части занял Джеймс Ван. Роль главного отрицательного героя досталась Джейсону Стейтему, появившемуся в конце «Форсажа 6».
Премьера фильма в США должна была состояться 11 июля 2014 года, но после смерти Пола Уокера дата выпуска была перенесена на 3 апреля 2015 года.

## Критика
«Форсаж 6» получил положительные отзывы, но оценки были ниже, чем у предыдущей части. На Rotten Tomatoes фильм имеет рейтинг одобрения 71 % со средним рейтингом 6,2/10, основанным на 211 отзывах. Критический консенсус сайта гласит: «С высокооктановым юмором и потрясающими сценами действия, „Форсаж 6“ строится на победной формуле блокбастера, которая сделала „Форсаж 5“ критическим и коммерческим успехом». На Metacritic фильм имеет средневзвешенную оценку 61 из 100, основанную на 39 критиках, что указывает на «в целом благоприятные отзывы». Зрители, опрошенные CinemaScore, дали фильму среднюю оценку «А» по шкале от А+ до F.
Обычно считалось, что «Форсаж 6» эффективно сочетает абсурдные боевые сцены и возмутительные трюки с предсказуемым, но приятным сюжетом и диалогами персонажей. Джим Вейвода из IGN сказал, что фильм понравился публике, забавные моменты которого перевешивают неудачные попытки юмора и непреднамеренно комичные диалоги. Другие обозреватели отметили симпатичный актерский состав, нелепое действие, игривый подход к сюжету и способность погрузить аудиторию в скоростные погони и конфликт между двумя противоборствующими бандами. Бен Роусон-Джонс из Digital Spy сказал, что тон удачно сочетал застенчивое зрелище с командной работой, связью и семейным духом центральных персонажей. Напротив, Крис Кэбин из журнала Slant Magazine сказал, что фильм был самодовольным, циничным и несущественным, в нем была чрезмерно сентиментальная драма и натянутая комедия, которая, казалось, не осознавала, «насколько глупый материал». Тим Роби из Daily Telegraph назвал фильм тупоголовым со случайным и общим сюжетом, а Дерек Адамс из Time Out London сказал, что в фильме представлены ребяческие диалоги, глупые выступления и плоские комические остроты. IndieWire заявил, что в фильме отсутствуют реалистичные декорации (по сравнению с «Мстителями» (2012), что подрывает любые попытки создать напряженность.
Оуэн Уильямс из Empire отметил, что «Форсаж 6» не был таким же неожиданным, как «Форсаж 5» без антагониста Джонсона Хоббса, и предположил, что из-за большого количества возвращающихся персонажей Оуэн Шоу Эванса не смог произвести впечатление в качестве нового злодея. Сцены диалогов и развития персонажей критиковались как медленные и смехотворно плохие. Оуэн Шоу в исполнении Эванса неоднократно отмечался как освежающее и харизматичное дополнение к актерскому составу, хотя другие описывали персонажа как стандартного и скучного.